# Fever (album Bullet for My Valentine)
Fever – trzeci studyjny album metalcore'owej grupy Bullet for My Valentine. Premiera albumu odbyła się 26 kwietnia 2010. Trasa koncertowa, która promowała album rozpoczęła się 30 kwietnia 2010.

## Lista utworów
Źródło.
1. "Your Betrayal" – 4:51
2. "Fever" – 3:57
3. "The Last Fight" – 4:19
4. "A Place Where You Belong" – 5:06
5. "Pleasure and Pain" – 3:53
6. "Alone" – 5:56
7. "Breaking Out, Breaking Down" – 4:04
8. "Bittersweet Memories" – 5:09
9. "Dignity" – 4:29
10. "Begging For Mercy" – 3:56
11. "Pretty On the Outside" – 3:56
12. "The Last Fight (wersja akustyczna)" - 4:38 (bonus)